# Lepidozamia
Lepidozamia é um género de duas espécies de cica, ambas endémicas da Austrália, nativas dos climas de floresta tropical no leste de Queensland e no leste de Nova Gales do Sul.

## Descrição
O nome é derivado da palavra grega lepis (λεπίς) que significa 'escama', que se refere à estrutura escamosa do caule e das bases das folhas.
Têm um número diplóide de cromossomas de 2n = 18.
Um espécime de L. hopei é conhecida como a cicadácea viva mais alta, com 17,5 m de altura. Essas cicadáceas são geralmente não ramificadas, altas e com bases foliares persistentes. São facilmente cultivados como plantas ornamentais e são relativamente resistentes ao frio; L. peroffskyana foi descrita pela primeira vez por um espécime cultivado no Jardim Botânico de São Petersburgo em 1857.

## Espécies
|  | L. hopei (Hill ) Regel                                                               |
|  |                                                                                      |
|  | \| \| Macrozamia fawcettii Moore \| \| \| \| \| \| L. peroffskyana Regel \| \| \| \| |
|  |                                                                                      |
|  | Macrozamia fawcettii Moore                                                           |
|  |                                                                                      |
|  | L. peroffskyana Regel                                                                |
|  |                                                                                      |

|  | Macrozamia fawcettii Moore |
|  |                            |
|  | L. peroffskyana Regel      |
|  |                            |

|  | L. hopei (Hill ) Regel                                                               |
|  |                                                                                      |
|  | \| \| Macrozamia fawcettii Moore \| \| \| \| \| \| L. peroffskyana Regel \| \| \| \| |
|  |                                                                                      |
|  | Macrozamia fawcettii Moore                                                           |
|  |                                                                                      |
|  | L. peroffskyana Regel                                                                |
|  |                                                                                      |

|  | Macrozamia fawcettii Moore |
|  |                            |
|  | L. peroffskyana Regel      |
|  |                            |

| Imagem | Nome científico                  | Distribuição                                          | Folhagem | Cone |
| ------ | -------------------------------- | ----------------------------------------------------- | -------- | ---- |
|        | Lepidozamia hopei (W.Hill) Regel | northern Queensland                                   |          |      |
|        | Lepidozamia peroffskyana Regel   | southeastern Queensland, northeastern New South Wales |          |      |

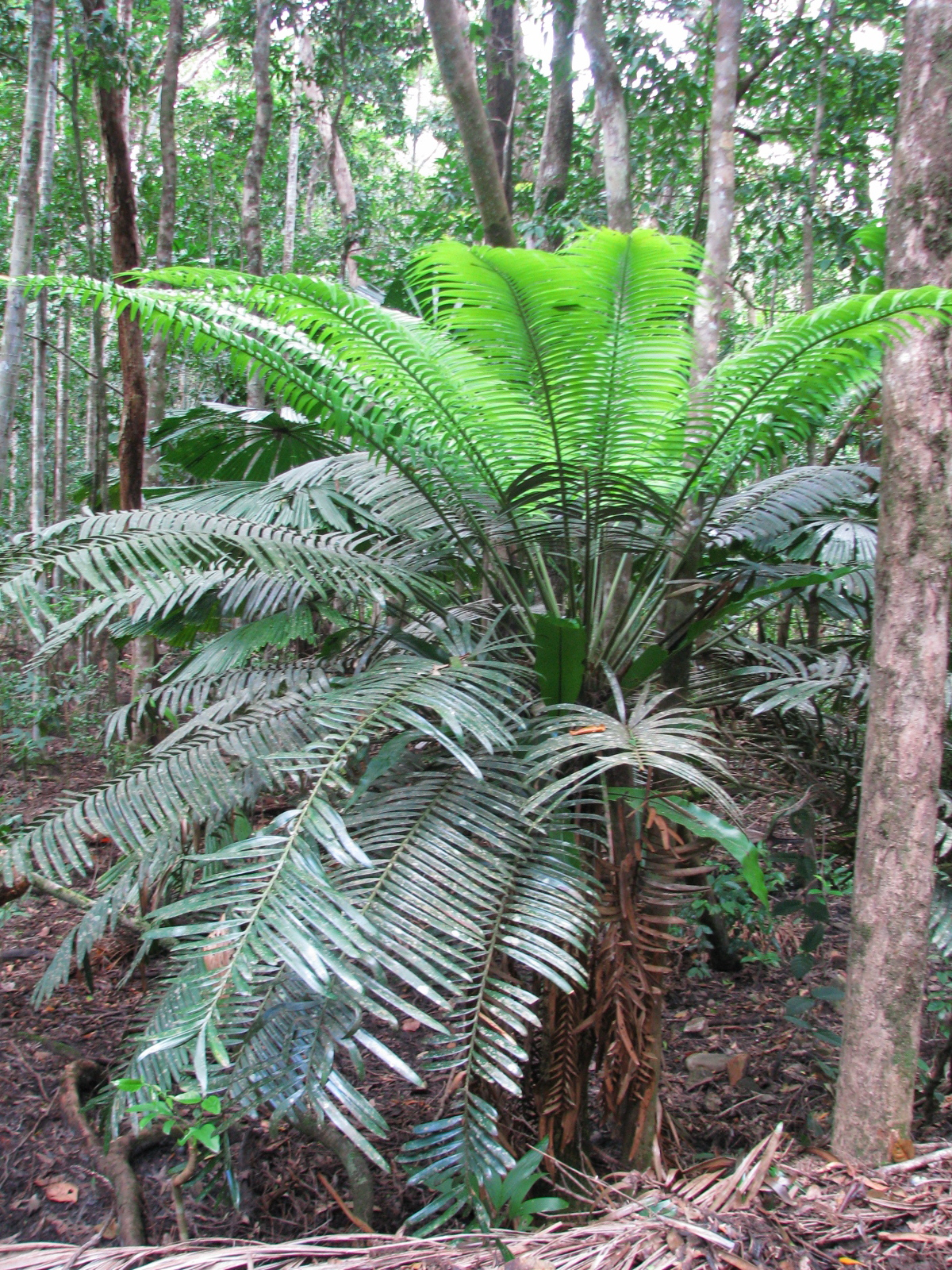
L. hopei — no sub-bosque da Daintree Rainforest, nordeste de Queensland.
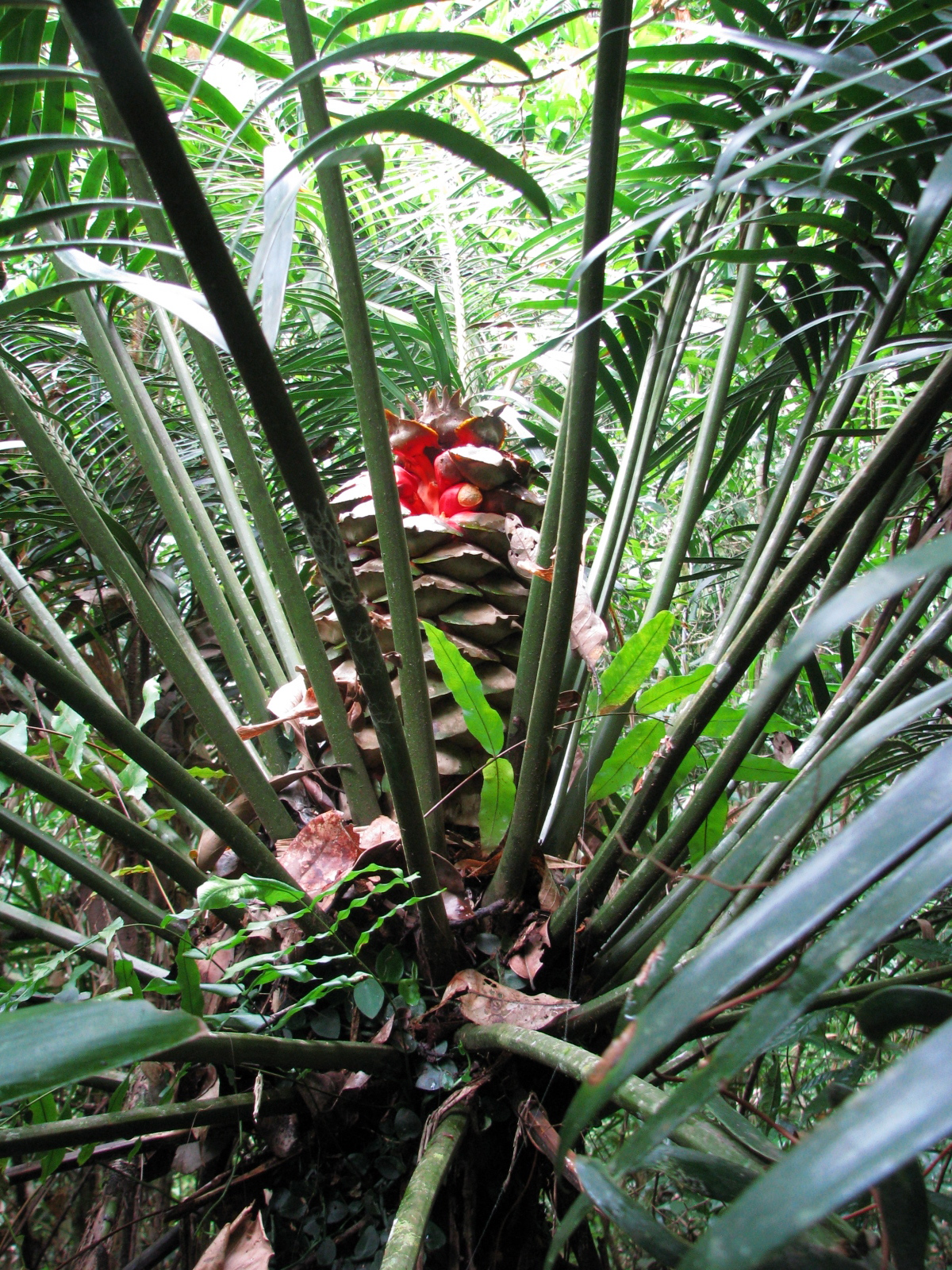
L. hopei — planta feminina com cone desintegrado contendo sementes.
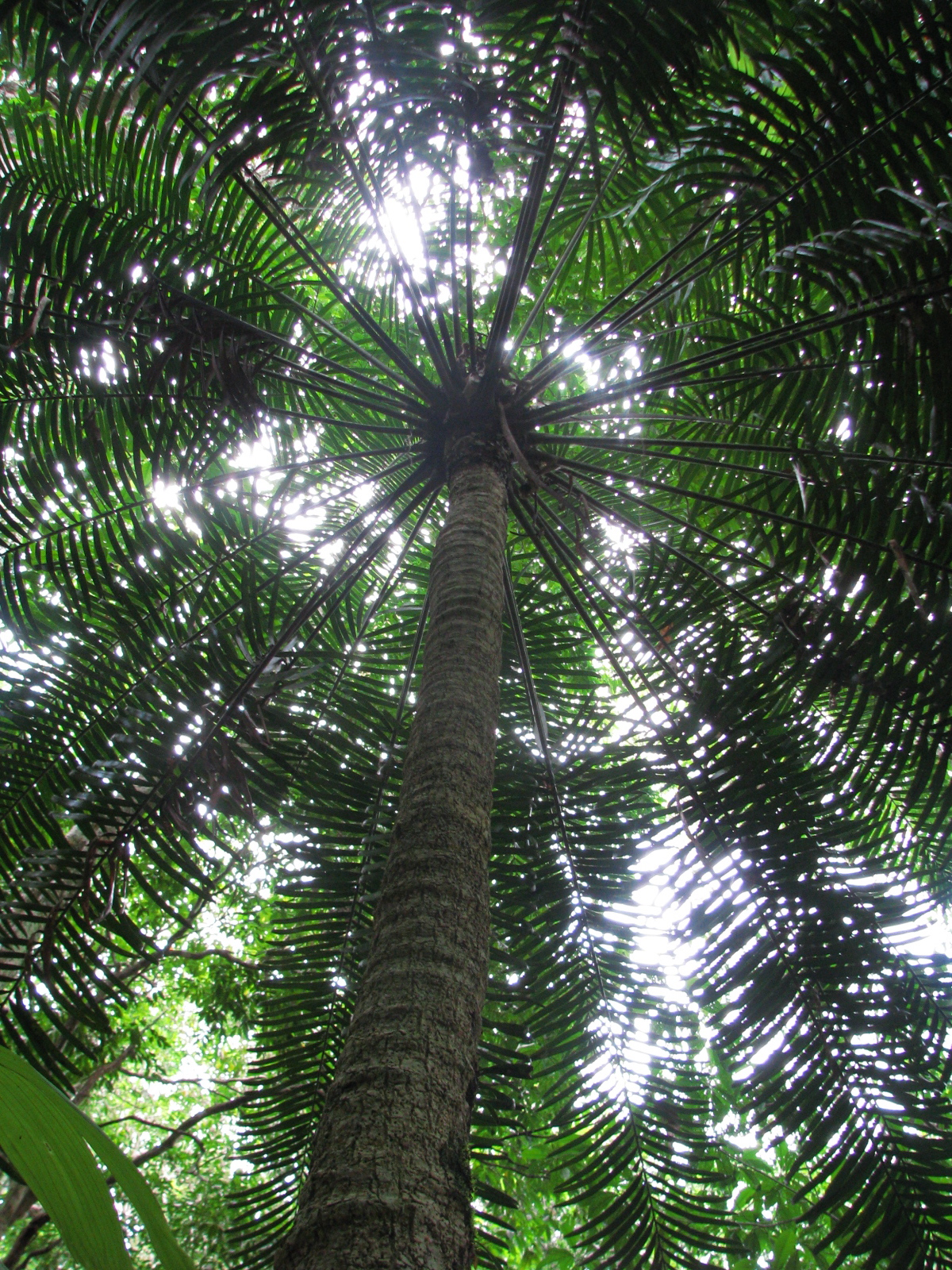
L. hopei — planta alta na Daintree Rainforest, nordeste de Queensland.